# Francesca Capaldi
Francesca Lilly Capaldi (La Jolla, 8 giugno 2004) è un'attrice statunitense, nota per il ruolo di Chloe James in Dog with a Blog.

## Biografia
Francesca ha origini italiane. Inizia a recitare a 7 anni, nella serie del 2005 How I Met Your Mother, comparendo in due episodi. Nel 2011 appare in un episodio della serie televisiva per ragazzi Ant Farm, con la quale fa il suo debutto su Disney Channel. Dal marzo 2013 viene scelta per interpretare Chloe nella sitcom Dog with a Blog, sempre su Disney Channel.
Nel 2015 viene scelta per doppiare la ragazzina dai capelli rossi in Snoopy & Friends - Il film dei Peanuts.

## Filmografia

### Cinema
- Snoopy & Friends - Il film dei Peanuts, regia di Steve Martino (2015) – voce
- Max 2 - Un eroe alla Casa Bianca (Max 2: White House Hero), regia di Brian Levant (2017)

### Televisione
- A.N.T. Farm - Accademia Nuovi Talenti – serie TV, episodio 1x19 (2011)
- How I Met Your Mother – serie TV, episodi 7x23-7x24-8x03 (2012)
- 3 Day Test – film TV, regia di Corbin Bernsen (2012)
- Dog with a Blog – serie TV, 69 episodi (2012-2015)
- Jessie – serie TV, episodio 4x08 (2015)
- The Dog Who Saved Summer – film TV, regia di Sean Olson (2015)
- Crown Lake -  serie TV,  2019

## Doppiatrici italiane
Nelle versioni in italiano dei suoi lavori, Francesca Capaldi è stata doppiata da:
- Elisabetta Spinelli in How I Met Your Mother
- Arianna Vignoli in Dog with a Blog

Da doppiatrice è sostituita da: 
- Ginevra Pucci e Carolina Gusev in Snoopy & Friends - Il film dei Peanuts